# Yuliya Efimova
Yuliya Andreyevna Efimova (em russo:  Юлия Андреевна Ефимова; Grozny, 3 de abril de 1992) é uma nadadora russa, medalhista olímpica.

## Carreira
Participou das Olimpíadas de Pequim em 2008 com apenas 16 anos, ficando em quarto lugar nos 100 metros peito e em quinto nos 200 metros peito e nos 4x100 m medley com a equipe russa.
No Campeonato Mundial de Roma em 2009, conquistou uma medalha de ouro e uma de prata.
Foi recordista mundial dos 50 m peito entre 2 e 6 de agosto de 2009.
Nos Jogos Olímpicos de 2016 obteve medalhas de prata no 100 m e 200 m peito. Sua participação foi controversa, já que o Tribunal Arbitral do Esporte liberou Efimova, então suspensa por doping, no dia exato da aberta das Olimpíadas.

## Dopagem
Em seu exame antidopagem em 2013 foi detectada a substância proibida DHEA. Foi suspensa por 16 meses, de 31 de outubro de 2013 a 28 de fevereiro de 2015, assim como foi despojada de suas marcas e medalhas obtidas no Campeonato Europeu de Natação em Piscina Curta de 2013. Novo exame em março de 2016 revelou que Efimova havia consumido outra substância proibida, meldonium. A reincidência tornou possível o banimento, e chegou a excluí-la dos Jogos Olímpicos no mesmo ano. Mas após investigação da WADA, e um apelo ao Tribunal Arbitral do Esporte, a punição de Efimova foi suspensa e permitiu seu retorno aos Jogos. A participação de Efimova nas Olimpíadas em meio a um controverso esquema de doping na Rússia levou a críticas de outras nadadoras e vaias do público no Rio de Janeiro.